# Flughafen Bornholm

i7
i11
i13
Der Flughafen Bornholm (IATA: RNN, ICAO: EKRN), regional auch Bornholm Airport oder Bornholms Lufthavn genannt, liegt nahe dem Hauptort Rønne und ist seit 2003 der einzige Regionalflughafen der dänischen Insel Bornholm.

## Fluggesellschaften und Ziele
Ende der 1990er Jahre bot Eurowings ab Deutschland wöchentliche saisonale Flüge von Paderborn/Lippstadt sowie Flughafen Dortmund an.
Regelmäßige Linienverbindungen nach Kopenhagen werden mehrmals täglich von Danish Air Transport angeboten.

## Zwischenfälle
- Am 27. Dezember 1969 verunglückte eine Fokker F-27-500 der dänischen Maersk Air (Luftfahrzeugkennzeichen OY-APB) auf einem Ausbildungsflug 500 Meter westlich des Flughafens Bornholm. Bei einem simulierten Triebwerksausfall nach dem Start geriet das Flugzeug teilweise außer Kontrolle, streifte einige Büsche 270 Meter hinter dem Ende der Startbahn 29, wurde dann auf dem steinigen Strand aufgesetzt und rutschte bis in 2 Meter tiefes Wasser. Die erst 18 Tage alte Maschine wurde irreparabel beschädigt. Alle vier Piloten, die einzigen Insassen, überlebten den Unfall.[3]

## Einzelnachweise

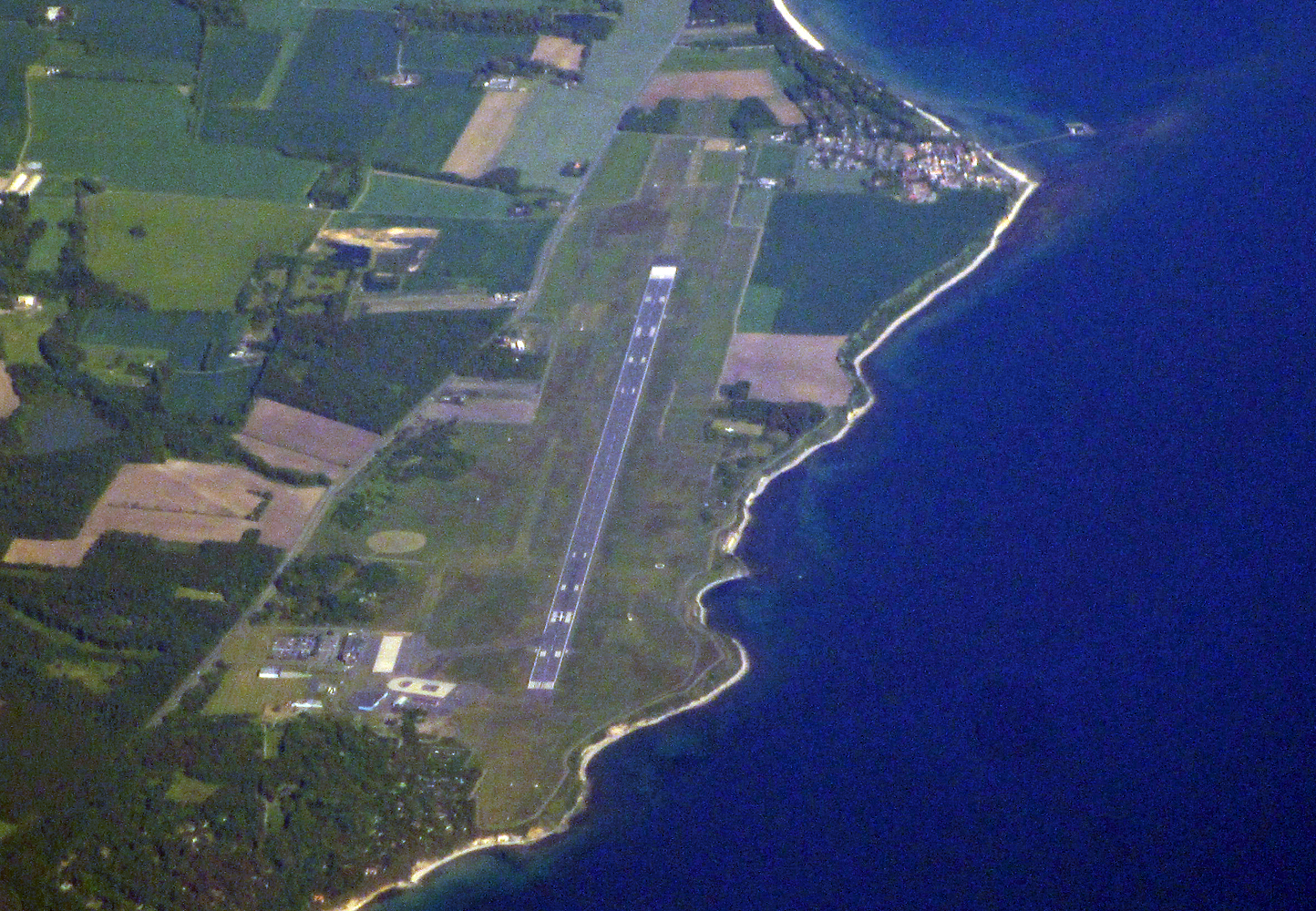
Bornholm Airport, Luftaufnahme